# Torrent de l'Oller (l'Abella)
El torrent de l'Oller és un torrent del terme municipal de Sant Martí de Centelles, a la comarca d'Osona. Discorre pel territori del poble de l'Abella.
Es forma a la mateixa cinglera principal dels Cingles de Bertí, a prop i al sud-est de la masia del Sunyer, des d'on davalla cap al sud-est per territori del poble de l'Abella. En el primer tram deixa a la dreta la Font del Rouret, el Grau de Can Tresquarts i la Baixa, i a l'esquerra el Pla de l'Adorar, la urbanització de l'Oller, la capella de la Mare de Déu dels Àngels i la masia de l'Oller, on arriba ja a la zona més plana, propera al Congost. Sempre cap al sud-est, llevat del darrer tram, on es decanta cap a llevant, deixa a la dreta la Rectoria, la Casanova i Can Benet, a més de la Font dels Capellans. Tot seguit travessa la línia del ferrocarril de Barcelona a Puigcerdà, i s'aboca en el Congost al nord del Pont de Fontmolsa, al nord-est de Can Benet.